# Willem Vrelant

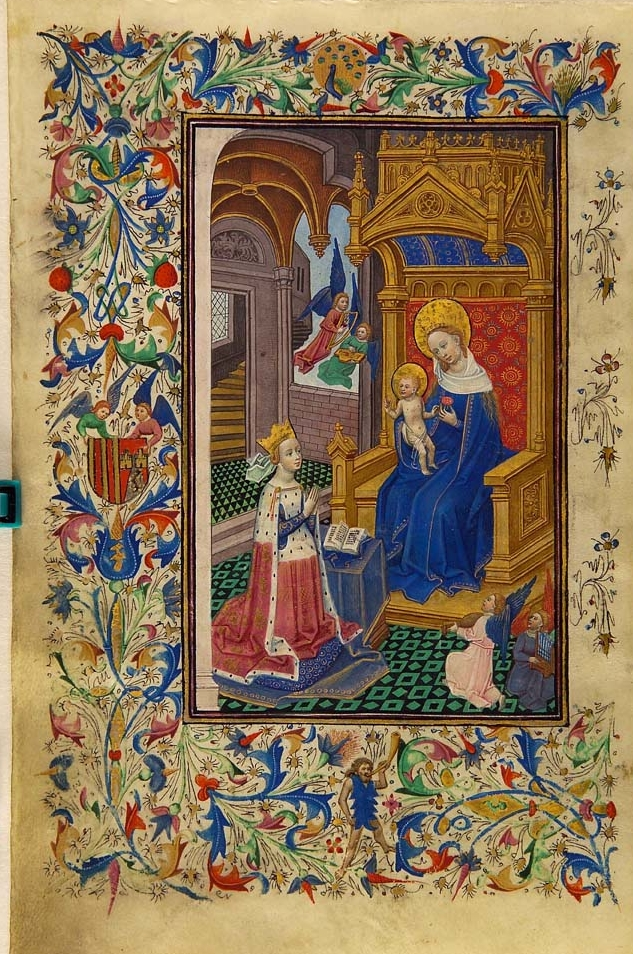
Missa Virginis beatissime Marie (dama orante ante la Virgen entronizada con el Niño), fol. 37 v., Libro de horas de Isabel la Católica. Patrimonio Nacional, Real Biblioteca del Palacio Real de Madrid

Willem Vrelant o Guillaume Vrelant, natural de Utrecht, fue un iluminador flamenco activo en el tercer cuarto del siglo XV en Brujas, donde falleció en 1481.
No se cuenta con datos relativos a su formación. En 1449 aparece censado como ciudadano de Utrecht. Por las tablas de cálculo de la fecha de Pascua se puede datar en 1450 el Libro de horas de Willem de Monfort (Viena, Österreichische Nationalbibliothek , S. N. 12878), el primero de los manuscritos iluminados en el que se advierte su participación en colaboración con el llamado Maestro de Catalina de Clèves, en cuyo círculo podría haberse formado.
Solo un año después, su participación —reducida a dos miniaturas— en las llamadas Grandes Heures de Philippe le Hardi, manuscrito iluminado en Francia hacia 1370 para Felipe II de Borgoña, pero completado en 1451 por encargo de su nieto Felipe el Bueno, podría indicar que ya entonces se encontraba establecido en Brujas. Desde 1454, año de su fundación, y hasta su muerte en 1481 aparece inscrito en la Guilda de San Juan Evangelista de Brujas, el gremio que reunía todos los oficios relacionados con el libro, a excepción del periodo comprendido entre mayo de 1456 y junio de 1459, momento en el que podría haber viajado a Francia. Por los pagos hechos con regularidad al gremio se sabe también que tuvo con él a cuatro aprendices, entre ellos una mujer joven de la que no consta el nombre.
En 1477 se encargó a Hans Memling la pintura de un retablo para el gremio, actualmente en paradero desconocido. Vrelant, quien tenía alguna familiaridad o vecindad con Memling, colaboró con él en la pintura de las tablas laterales y, según se indica en la documentación, su retrato y el de su esposa Marye aparecían en él.
El corpus de obras atribuidas a Vrelant ha sido presentado de forma independiente por Georges Dogaer y Bernard Bousmanne, con diferencias entre ellos. Para este último, Vrelant sería autor en todo o en parte de las miniaturas de cuarenta y nueve libros de horas y veintinueve textos diversos, entre ellos el manuscrito de la Primera guerra púnica de Polibio conservado en la Bibliothèque Royale de Belgique (Ms 10777) y la Vida de santa Catalina de Alejandría de Jean Miélot (Bibliothèque nationale de France, Fr. 6449) iluminados por encargo de Felipe el Bueno. Vrelant trabajó, además, para Carlos el Temerario y su hija María de Borgoña, esposa de Maximiliano I, para la reina Leonor de Portugal, con quien se relacionan las Perfeitíssimas Horas da rainha D. Leonor, manuscrito iluminado en grisalla y oros conservado en la Biblioteca Nacional de Portugal, en el que también podría haber colaborado el iluminador castellano Juan Carrión, y para Juana Enríquez, esposa de Juan II de Aragón, primera propietaria y destinataria del llamado Libro de horas de Isabel la Católica (Real Biblioteca del Palacio Real de Madrid), como consta por la heráldica de la casa Aragón y Enríquez.